# (31651) 1999 HH2
1999 HH2 (asteroide 31651) é um asteroide da cintura principal. Possui uma excentricidade de 0.08579080 e uma inclinação de 8.50510º.
Este asteroide foi descoberto no dia 19 de abril de 1999 por Antonio Lopez e Rafael Pacheco em Costitx.